# Ann Valérie Timothée Milfort
 (janvier 2014).
Si vous disposez d'ouvrages ou d'articles de référence ou si vous connaissez des sites web de qualité traitant du thème abordé ici, merci de compléter l'article en donnant les références utiles à sa vérifiabilité et en les liant à la section « Notes et références ».
Pour les articles homonymes, voir Milfort.
Ann Valérie Timothée Milfort, née en 1973 en Belgique, est une femme politique haïtienne. Elle est la première femme à occuper le poste de directrice de cabinet du président de la République d'Haïti. Économiste du développement et spécialiste en genre et droits de l'homme, Ann Milfort a acquis une compétence consacrée par un parcours professionnel de luttes et de responsabilités. Elle est également présidente du Parti haïtien Tèt Kale, PHTK ,.

## Éducation et premières années
Ancienne élève des Sœurs de Saint-Joseph de Cluny, Ann Milfort obtint un Diplôme d'études collégiales en Sciences humaines et Mathématiques au collège Jean-de-Brébeuf de Montréal qu’elle fréquenta de 1991 à 1992. De l’Université de Montréal où elle entra en 1992, elle obtint son Baccalauréat en économie en 1996. Elle poursuivra ce cursus en décrochant deux Maîtrises dont l’une en économie du développement à l'université internationale de Floride (FIU) en 1997 et l’autre, en Genre et Droits de l'Homme à l'université Rutgers, Edward J. Bloustein School of Public Policy and Urban Planning, en septembre 2005, aux États-Unis. 
Dans sa vie privée et professionnelle, elle s’est toujours imposée comme une promotrice impénitente des droits et de l’autonomie de la femme ainsi que de l'égalité entre les sexes. En 1999, elle participa à la mise en place du chapitre haïtien de Vital Voices, Femmes en Démocratie, au sein duquel elle continue à apporter son concours, devenant Secrétaire Générale en 2007 et Vice Présidente depuis 2011.

## Carrière professionnelle et vie politique

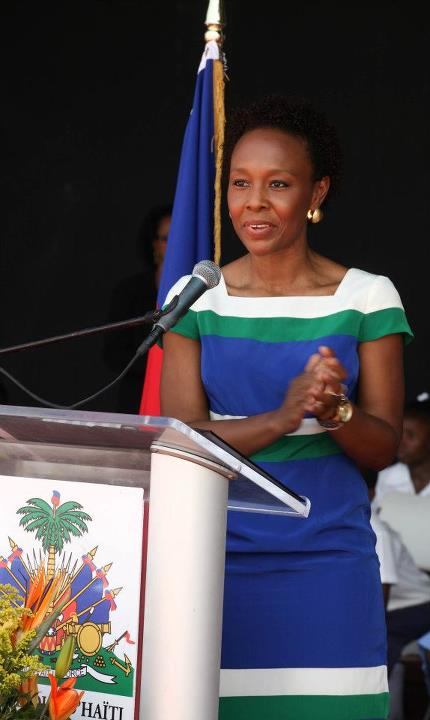
Ann Valérie T. Milfort lors d'une intervention sur les politiques de santé en Haïti.

Conseillère technique principale au cabinet de la ministre à la Condition féminine et aux Droits des femmes de 2006 à 2010, elle a également prêté ses services comme consultante indépendante sur les questions féminines à diverses organisations non gouvernementales et au secteur privé haïtien. Avec le soutien de la Fondation V-Day, Ann Milfort a contribué, en tant que coordonnatrice, à l’implantation du premier centre-refuge géré par l'État pour les femmes battues et violentées. Également, elle incita et encadra les femmes à monter des organisations de base et œuvra à soulager les souffrances des femmes vivant avec le VIH.
On la retrouve encore comme spécialiste Genre à Médecins du Monde France/Haïti, de 2007 à 2009, produisant, entre autres choses, une brochure sur la violence sexiste, préparant un programme de formation sur le genre pour l'institution et ses partenaires et développant des matériaux pour élever la formation en sensibilisation sur les questions de genre. Elle fut aussi Consultante en communication, évaluation et suivi à l’Organisation internationale pour les migrations (OIM), d’octobre 2006 à décembre 2006.
Après les élections de 2011, elle devient coordonnatrice du bureau de la Première dame de la République. Lequel bureau œuvre particulièrement dans le domaine social. Elle est ensuite appelée à la Commission intérimaire pour la reconstruction d'Haïti (CIRH) comme directrice exécutive par intérim de juillet 2011 à février 2012. À partir de cette date, elle occupe successivement les postes de directrice adjointe et de directrice du cabinet du président de la République d'Haïti.

## Autres informations
Ann Milfort parle et écrit le français, le créole, et l’anglais.
Maîtresse de Conférences pour les questions liées au genre à l’Institut Haïtien de la Paix de l'Université Notre Dame d'Haïti à partir de 2007, elle traita des sujets.: « Les Femmes et la consolidation de la paix », « la planification de l'avenir des femmes en tant qu'agents du changement » à la retraite de fin d'année de la bourse Humphrey Avril Programme-Maryland, en 2008. Elle publia, en décembre 2008, pour compte de Médecins du monde France, une brochure intitulée « la violence basée dans le sexe ».
Ann Milfort se distingua également dans le volontariat :
- En 2000, Membre de Vital Voices-Femmes Haïti en démocratie, puis Secrétaire Général depuis 2007[7].
- En 2006,  Membre du Conseil d'Administration  de New Jersey / Haïti-Partenaires / Partenariat des Amériques  et Conseiller auprès du Conseil d'Administration.
- Dans la même année, Membre du Conseil d'Administration de l’Association haïtienne des anciens boursiers Fulbright[8].
- En 2008, Membre-Fondateur de la Jeune Union chrétienne féminine (YWCA), Haïti.

Elle a été honorée en :
- Décembre 1996, du Prix d'excellence des bourses d'études, Florida International University (FIU) pour l’Amérique latine et les Caraïbes Centre (LACC).
- Août 2005, du  RUTGERS Humphrey Fellowship, décerné par le Bureau des Affaires Publiques de l'Ambassade américaine en Haïti. Le  Humphrey Fellowship étant un programme  de bourses dont les bénéficiaires sont des professionnels expérimentés, choisis en fonction de leur potentiel de leadership et  de leur engagement  à servir dans leur pays.
- Avril 2010, par FORTUNE-U.S. State Department Global Women Leaders Mentoring Partnership. Un programme de mentoring mettant  en synergie les capacités des femmes les plus puissantes  de la terre pour orienter les femmes leaders de partout dans le monde.

Ann Milfort est mariée et mère de deux enfants.